# Basílica de Nossa Senhora de Covadonga

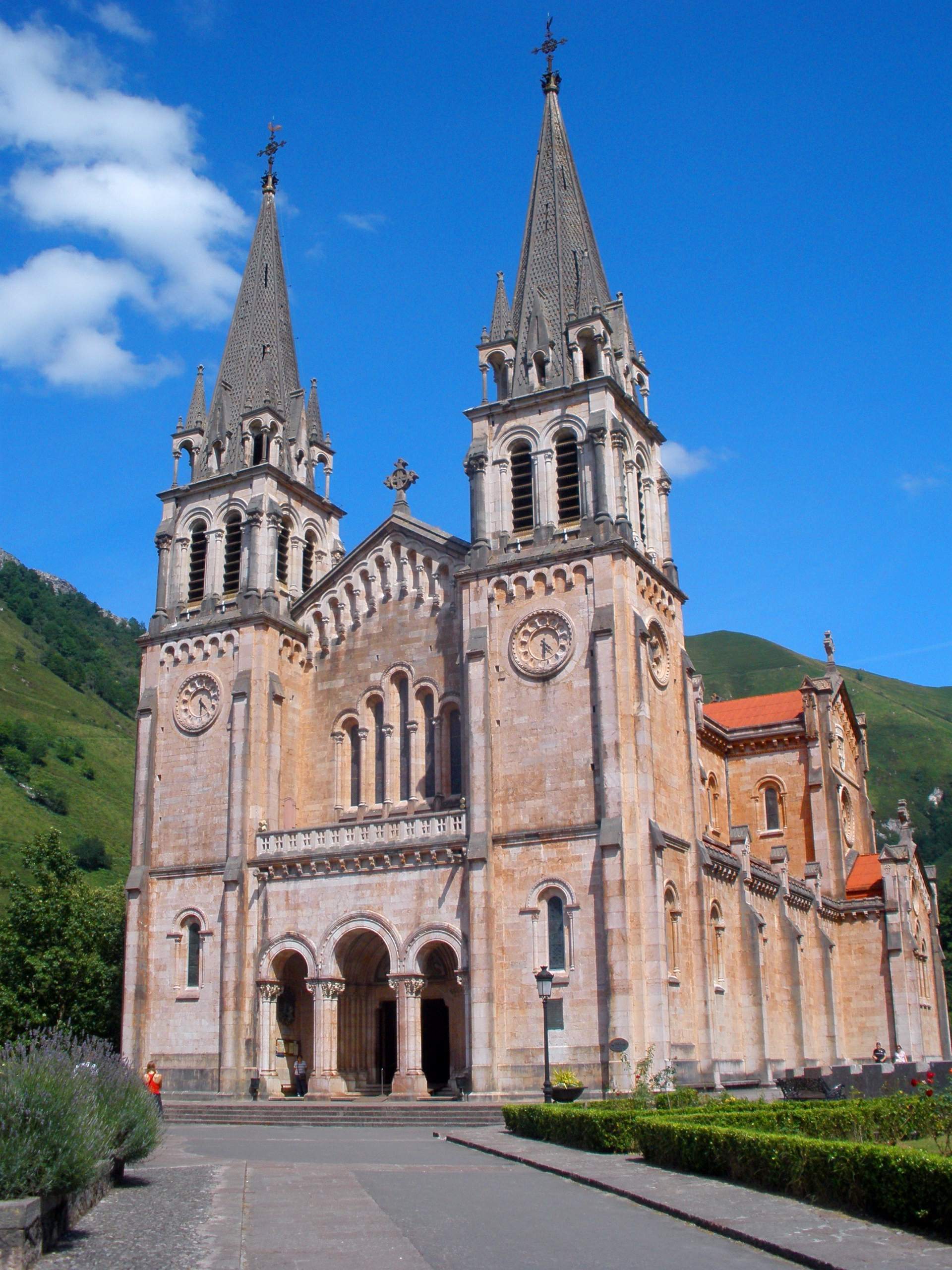
Vista da frente da Basílica de Nossa Senhora de Covadonga.

A Basílica de Nossa Senhora de Covadonga é uma igreja, situadas nas Astúrias, Espanha. Foi dedicada à Nossa Senhora de Covadonga, padroeira das Astúrias.